# Plážové dolary
Plážové dolary (v originále Dólares de arena) je dominikánsko-mexicko-argentinský hraný film z roku 2014, který režírovali Israel Cárdenas a Laura Amelia Guzmán podle vlastního scénáře. Film popisuje vztah starší ženy a mladší dívky. Snímek měl světovou premiéru na Mezinárodním filmovém festivalu v Torontu 7. září 2014. V ČR byl uveden v roce 2015 na filmovém festivalu Febiofest.

## Děj
Mladá Noelí se nechává vydržovat nejen muži, ale udržuje i dlouhodobý vztah s mnohem starší Francouzkou Annou, která plánuje vrátit se po letech zpět do Paříže a vzít Noelí s sebou. Netuší však, že Noelín bratr je ve skutečnosti její přítel. Když vyjde najevo, že Noelí je těhotná, Anna ji chce i přesto vzít s sebou do Francie. Noelí se však rozhodne zůstat kvůli svému příteli, který je otcem dítěte.

## Obsazení
| Geraldine Chaplinová  | Anna        |
| Yanet Mojica          | Noelí       |
| Ricardo Ariel Toribio | její přítel |

## Ocenění
- MFF Chicago: nejlepší herečka (Geraldine Chaplinová)[3]